# Sjo Soons
Joseph Antoine Jean "Sjo" Soons (Maastricht, 28 augustus 1898 – aldaar, 15 september 1964) was een Nederlands voetballer.
Soons voetbalde in zijn jeugdjaren bij de Maastrichtse vereniging Kimbria. Vanaf 1918 speelde hij op het hoogste niveau in de Nederlandse competitie na zijn overgang naar MVV, waar hij voornamelijk speelde als linksbuiten en linksbinnen. Met bijna 180 doelpunten in de eerste klasse is hij MVV's topscorer aller tijden. Op 22 september 1918 maakte Soons zijn competitiedebuut voor MVV als linksbinnen thuis tegen NOAD. Hij speelde in totaal 15 seizoenen voor MVV waarbij de club enkele hoogtepunten kende door het behalen van het kampioenschap in afdeling Zuid van de Nederlandse Voetbalbond in 1920 en 1926. In de aansluitende competitie in beide jaren om het landskampioenschap van Nederland eindigde MVV in 1920 als vierde (achter Be Quick, V.O.C. en Go Ahead) en in 1926 als 2e (achter Enschede). 
Op 12 maart 1933 viel Soons vlak na het begin van de uitwedstrijd tegen Willem II uit met een knieblessure. Hierdoor kwam een einde aan zijn actieve voetballoopbaan. Soons bleef echter in hart en nieren een MVV-er. In zijn laatste levensjaren was hij nog lid van de Technische Commissie.
In periode bij MVV speelde hij een maal voor het Nederlands Elftal. In 1922 werd hij verkozen voor de wedstrijd tegen Zwitserland in Bern, die door Oranje werd verloren werd met 5-0. Ook maakte hij diverse malen deel uit van andere vertegenwoordigende elftallen zoals het Bondselftal, het Zuid-Nederlands elftal en het Limburgs elftal.